# تيبي
تيبي (بالإنجليزية: Tibbie)‏ هي مدينة أمريكية تقع في ولاية ألاباما.ويبلغ عدد سكانها 41 نسمة حسب إحصاء سنة 2010 م.